# Bataille de Lucocisterna
Prise de la Sardaigne par les Catalans
La bataille de Lucocisterna (ou Lutocisterna) a opposé le 29 février 1324 les armées catalano-aragonaises d'Alphonse IV d'Aragon (vainqueur)  et celles de la république de Pise commandées par Manfredi della Gherardesca  à Lucocisterna (actuellement Cagliari via del Fangario) en Sardaigne.

## Histoire

### Contexte
En 1285, après la conquête de la Sicile par Pierre III d'Aragon et après la croisade du roi de France en Catalogne, ni le pape, ni le roi de France, ni le roi de Naples n’acceptent que la couronne d'Aragon garde le contrôle de la Sicile. En 1295, par le traité d'Anagni, le pape Boniface VIII accorde le royaume de Sardaigne et de Corse au roi Jacques II d'Aragon, fils de Pierre III à condition qu'il abandonne le pouvoir en Sicile. Mais les Siciliens refusent ce traité et proclament roi Frédéric II.

### Engagement militaire
Les républiques de Gênes et Pise rejettent l’acte de donation signé par le pape, et le camp catalan entreprend une opération militaire et débarque en Sardaigne. Les Pisans de leur côté arment une flotte afin d'acheminer des renforts en Sardaigne et débarquent le 26 février sur la plage Maria Maddalena dans la zone de Capoterra à l'est de Cagliari, sous la surveillance de 25 soldats aragonais qui tiennent constamment informé de la situation le roi Alphonse IV. 
Le 29 février 1324, Manfredi della Gherardesca partage les forces pisanes en trois formations afin de contrecarrer le siège aragonais de la ville sous possession pisane de Castel di Castro. Il se dirige vers la ville traversant le pont de Santa Gilla reliant Uta et Decimomannu.  
Afin d'éviter le regroupent des forces pisanes, Alphonse IV décide de livrer combat à Lutocisterna, situé sur la hauteur de l'actuel aéroport d'Elmas. La bataille est très violente et les cavaliers pisans finissent par être neutralisés par les almogavres catalans. Après la succession de deux attaques frontales, les deux commandants sont blessés. Manfredi della Gherardesca violemment frappé au visage perd son casque et son cheval et sérieusement blessé, abandonne le champ de bataille, se réfugiant au Château de Cagliari escorté par son armée et tandis qu'une partie des forces pisanes arrivent au château, les chevaliers et les fantassins protègent l'arrière garde et succombent sous le poids d'une lourde armure dans les eaux boueuses de l'étang de Santa Gilla. 
Le même jour, la flotte pisane est défaite dans le golfe de Cagliari par l'amiral aragonais Francis Carroz. De nombreux Pisans sont capturés en cherchant refuge sur les navires. 
Les rapports de la bataille et la conquête de la Sardaigne ont été écrits par Pierre IV, fils d'Alphonse IV. Ses chroniques sont une source largement utilisée par les historiens.
La bataille de Lutocisterna est la seule bataille combattue entre les armées de la république de Pise et la couronne d'Aragon.

## Conséquences
La défaite de Lutocisterna enterine la fin d'une domination de soixante six ans (1258-1324) de Pise sur la Sardaigne. Le château de Cagliari résiste au siège jusqu'au 19 juin 1324. Avec les accords de Bonaria, Pise conserve la ville mais perd tous les territoires de la Gallura et de la zone de Cagliari.
L'année suivante, Pise cherche à nouveau de rentrer en possession du territoire mais la défaite navale du 26 - 29 décembre 1325, toujours dans le  Golfo degli Angeli met un terme à ses ambitions sur la Sardaigne.